# Úsztató
Úsztató (Păgaia), település Romániában, a Partiumban, Bihar megyében.

## Fekvése
Tasnádtól délnyugatra, a margittai út mellett fekvő település.

## Története
Úsztató nevét 1474-ben Wzthatho poss. olahalis néven említette először oklevél.
1538-ban Wztato, 1808-ban, 1888-ban és 1913-ban Úsztató néven írták.
1538-ban az Álmosdi Csire Ferenc  volt a település részbirtokosa.
1888-ban Szilágy vármegye Tasnádi járásához tartozott.
A 2002-es népszámláláskor 750 lakosából 690 román, 59 magyar, 1 cigány volt.

## Hivatkozások

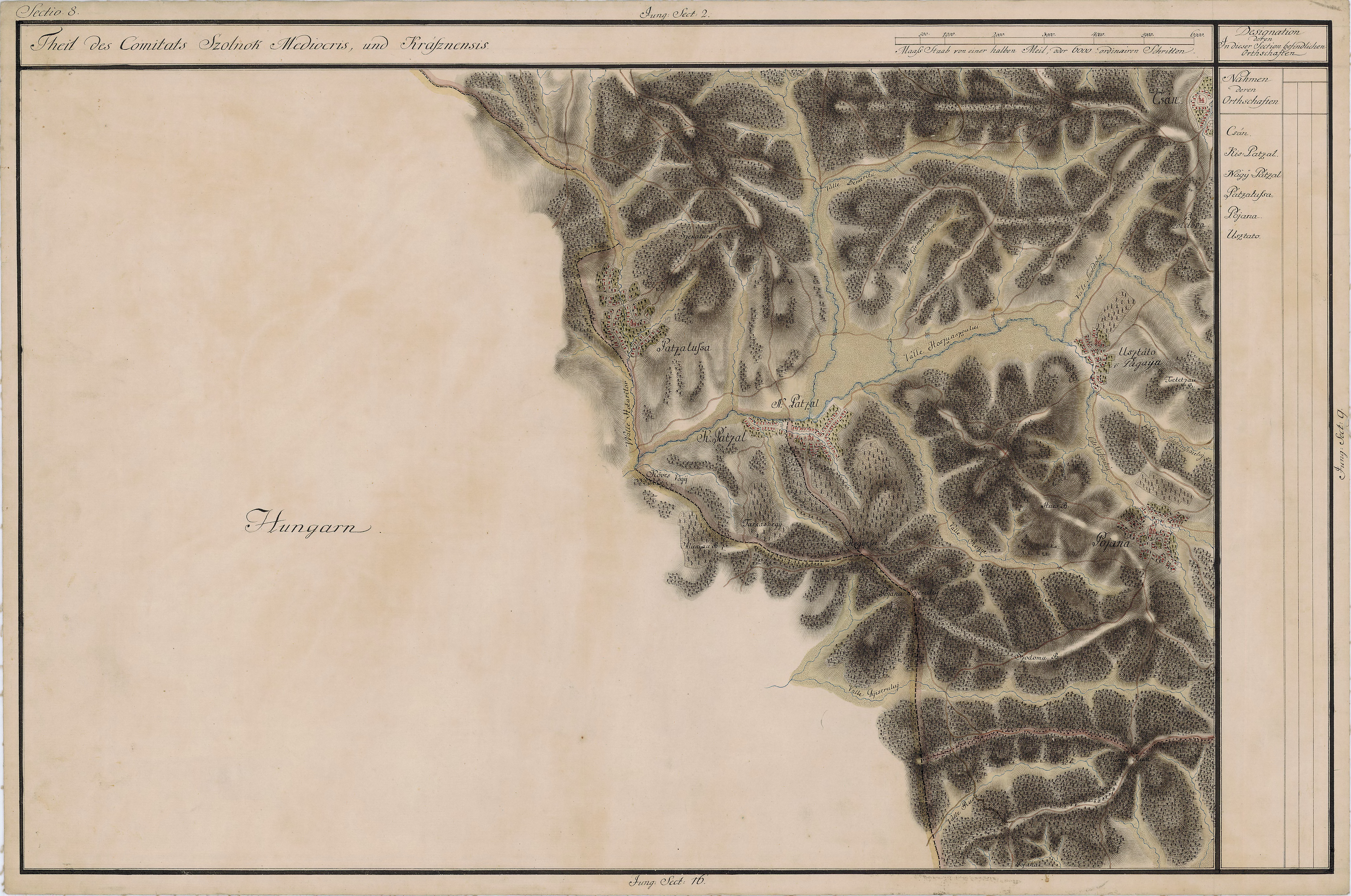
Usztató egy régi térképen